# Mehdi-Hüseynzadə-Stadion
Das Mehdi-Hüseyinzadə-Stadion ist ein Fußballstadion in der aserbaidschanischen Stadt Sumqayıt. Die Fußballvereine FK Gənclərbirliyi Sumqayıt und Sumqayıt PFK tragen hier ihre Spiele. Das Stadion hat eine Kapazität von 15.350 Zuschauern und ist nach dem sowjetischen Partisanen Mehdi Hüseynzadə benannt.